# Mira (film)
Pour les articles homonymes, voir Mira.
Pour plus de détails, voir Fiche technique et Distribution.
Mira est un film dramatique belgo-néerlandais de Fons Rademakers sorti en 1971 sur un scénario de Hugo Claus et de Magda Reypens avec Willeke van Ammelrooy et Jan Decleir dans les rôles principaux. L'histoire est basée sur le roman Le Déclin du Waterhoek (titre original néerlandais : De teleurgang van den Waterhoek) de Stijn Streuvels.
Le film se déroule à Waterhoek un hameau au bord de l'Escaut où les habitants vivent volontairement isolés. À la suite de la venue d'un ingénieur chargé de la construction d'un pont, certains habitants craignent de perdre leur indépendance et leur quiétude pour certains, leur emploi pour d'autres (comme pour Deken Broeke, le passeur d'eau). Mira, une séduisante villageoise, hésite entre l'amour que lui portent deux hommes, Lander ou l'ingénieur Maurice.

## Liminaire
Même si Mira s'inscrit dans la lignée de multiples adaptations de romans flamands au cinéma comme Monsieur Hawarden (1969), Rolande met de bles (Chronique d'une passion, 1972), Het dwaallicht (1972), Dood van een non (Mort d'une nonne, 1976) ou Kasper in de onderwereld (1979), ce film est cependant l'un des premiers qui annonce l'éclosion d'un cinéma flamand, toujours et principalement basé sur l'adaptation d'œuvres de grands écrivains flamands. Des films comme Le Conscrit, d'après le roman De loteling d'Hendrik Conscience (1974), et Pallieter, d'après le roman éponyme de Félix Timmermans (1976), tous deux réalisés par Roland Verhavert, ont suivi le succès tant national qu'international de Mira.

## Genèse du film

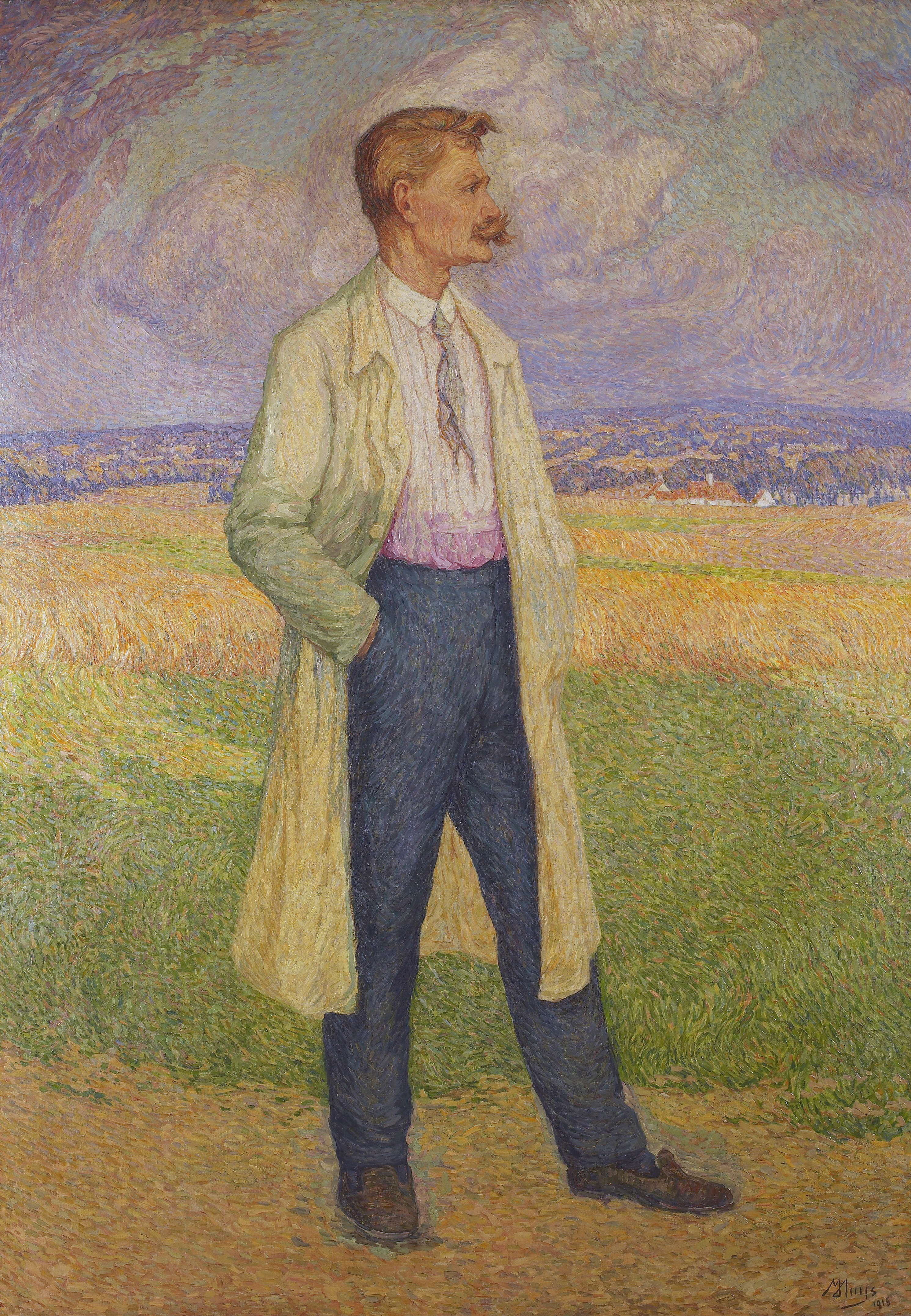
Stijn Streuvels par Modeste Huys (1915)
Letterenhuis, Anvers

### Hommage à Stijn Streuvels
Hugo Claus, afin d'honorer Stijn Streuvels, désirait adapter au cinéma une œuvre de ce romancier flamand. Son choix se porte sur De teleurgang van den Waterhoek, un roman qui a fait l'objet d'un énorme scandale lors de sa parution en 1927. Il en rédige un scénario qu'il propose à Fons Rademakers, un réalisateur néerlandais avec qui il avait déjà collaboré en 1958 pour Village au bord du fleuve (Dorp aan de rivier) et en 1961 pour Le Couteau (Het mes). L'impératif est que le film devait sortir l'année du centenaire de la naissance de Stijn Streuvels, né en 1871.

### Le roman de Stijn Streuvels
Le romancier belge Stijn Streuvels (1871-1969) s'est basé sur des faits réels s'étant produits à Avelgem (Flandre-Occidentale) en 1905 pour écrire son livre Le Déclin du Waterhoek (en néerlandais : De teleurgang van den Waterhoek), paru en 1927. Le sujet du roman est le vain combat de quelques habitants de cette localité flamande contre la construction d'un pont sur l'Escaut, le pont du Waterhoek. Streuvels, qui travaillait à l'époque dans une boulangerie familiale à Avelgem, y ajoute le personnage secondaire de Mira, inspiré par un amour de jeunesse, une jeune fille de vingt ans prénommée Marie. Ce drame paysan, dans une Flandre en pleine transformation, mêle crimes, désirs et amour fou pour une femme indépendante et sensuelle qui brise toutes les conventions sociales.
Le roman laisse la victoire à la technique, au modernisme et à la jeune génération.

### Conception du film
Fons Rademakers était en discussion en 1969 avec Stijn Streuvels — âgé de 97 ans à l'époque — lorsque celui-ci décéda.
Le réalisateur pensait initialement titrer son film De brug (Le Pont) quand il se rendit compte que le personnage de Mira, interprété de façon sensuelle par Willeke van Ammelrooy, en ferait un titre plus accrocheur.

## Synopsis

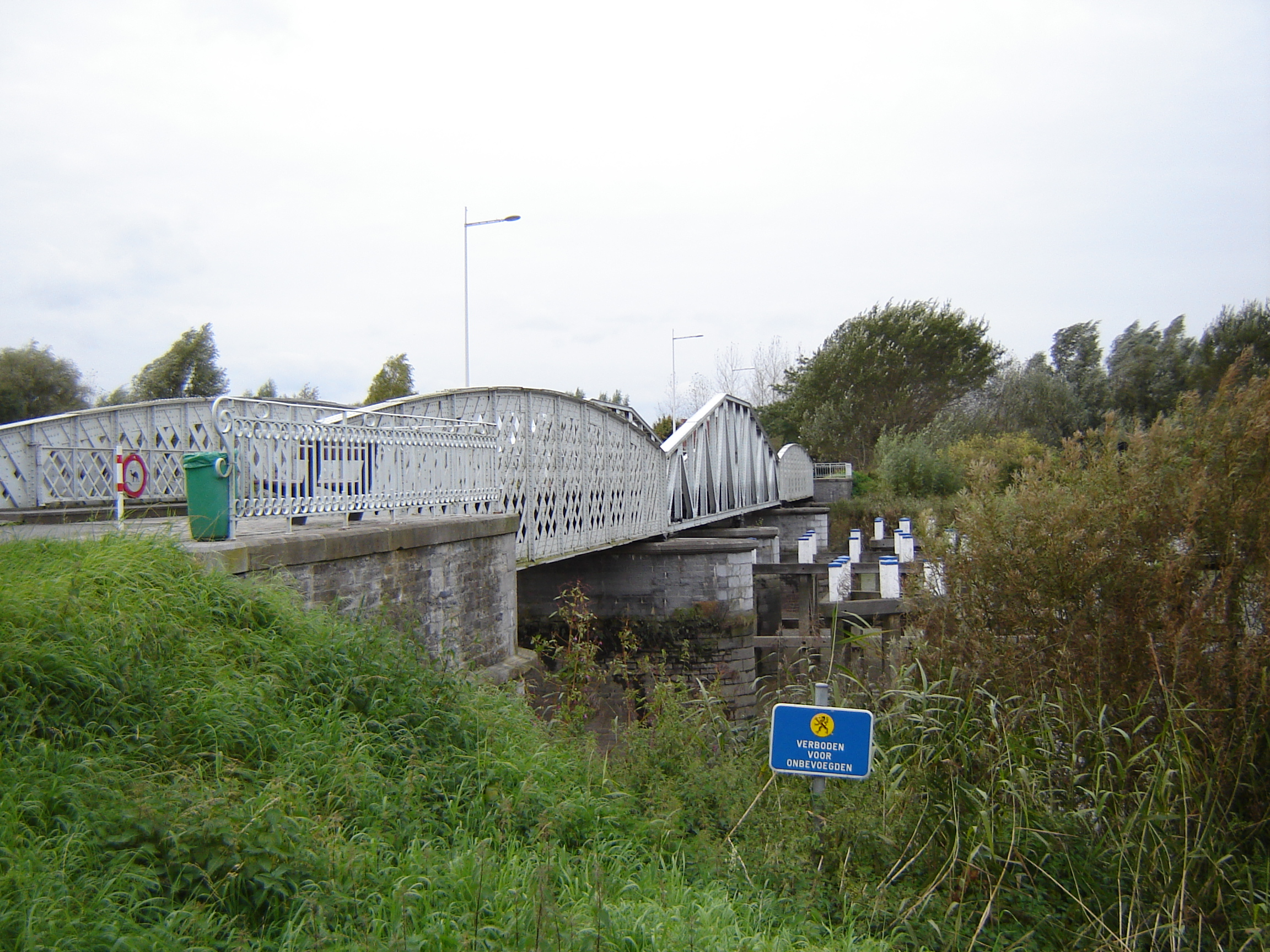
Le « pont Mira » à Hamme.

Sous la conduite de Deken Broeke, quelques habitants de Waterhoek tentent de s'opposer à la construction d'un pont devant remplacer le bac existant. Lander Broeke, le fils de Deken, et deux comparses agressent l'arpenteur et ses assistants, ce qui entraîne la noyade et la mort de deux d'entre eux. La gendarmerie, après une poursuite effrénée à cheval, parvient à arrêter Lander. Sa maîtresse, la belle Mira, reste apparemment insensible, tandis que Maurice Rondeau, l'ingénieur chargé de superviser la construction du pont, tombe vite sous le charme de Mira. Timide et gentil, Maurice est tout le contraire de Lander. Le beau-fils de Deken, Sieper, choisit le progrès et se charge de procurer une cinquantaine d'ouvriers à l'entrepreneur pour construire le pont.
Deken Broeke, dans une ultime tentative, tente de détruire le pont, mais Sieper l'en empêche et l’assomme.
Mira épouse Maurice et inaugure le pont en robe de mariée. Cependant, le mariage échoue, et Maurice part au Congo. Mira quitte Waterhoek, traverse le pont dans la voiture du notaire et s'en va découvrir le vaste monde.

## Fiche technique
- Titre : Mira

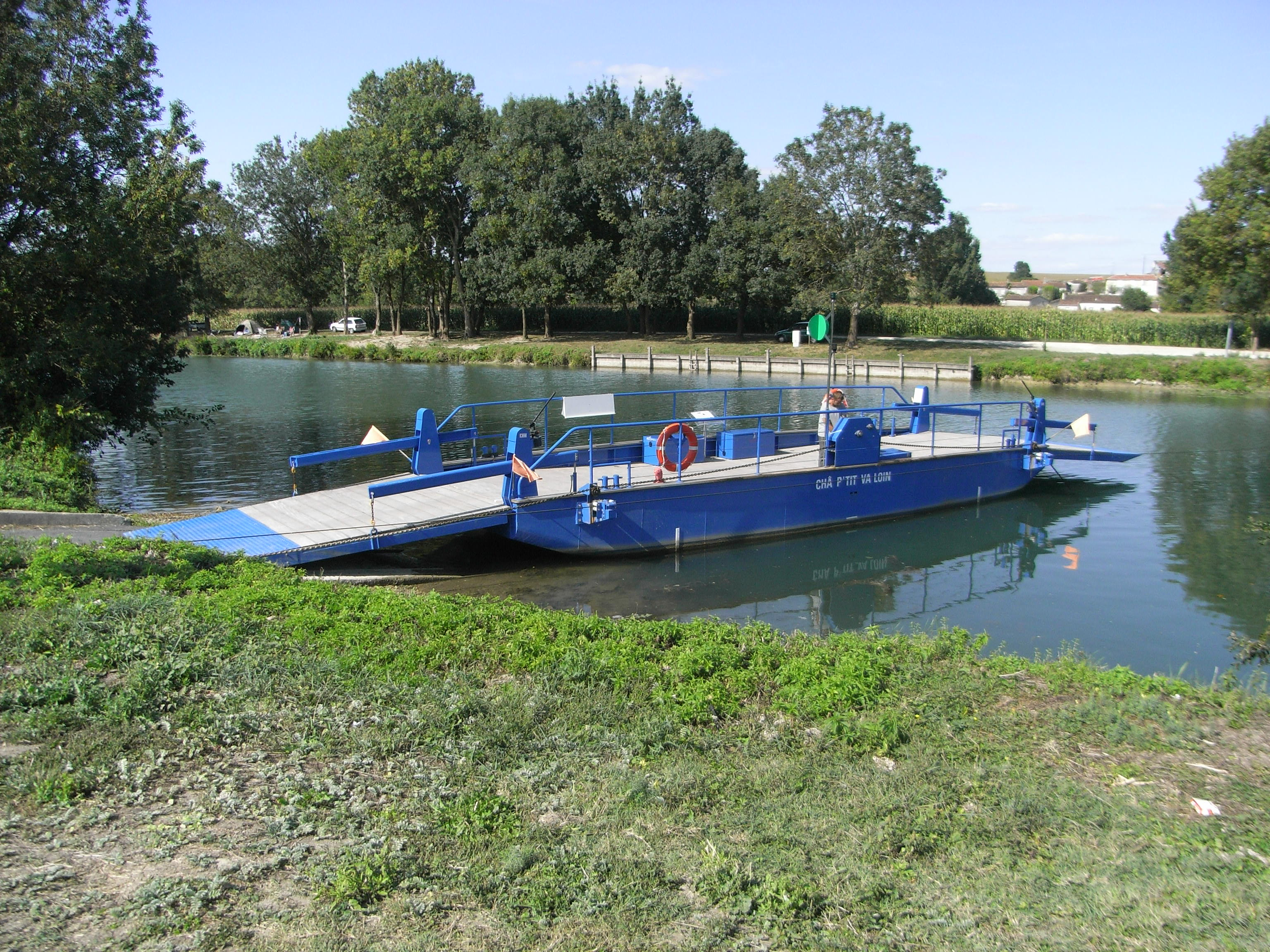
Bac à chaîne (modernisé) d'un passeur d'eau

- Titre alternatif : Mira, of De teloorgang[4] van de Waterhoek (Flandre, Belgique) (en français : Mira, ou Le Déclin du Waterhoek)
- Distribution : Kunst en Kino
- Genre : Drame
- Durée : 95 minutes
- Langue : Néerlandais
- Budget : 100 000 florins
- Première : 4 mars 1971 au Palais des beaux-arts de Bruxelles

### Équipe technique
- Réalisation : Fons Rademakers
- Production : Gérard Vercruysse, Jan van Raemdonck
- Scénario : Magda Reypens, Hugo Claus
- Musique : Georges Delerue
- Montage : Jan Dop

### Dates et lieux de tournage
Le film a été tourné du début de l'été 1970 à octobre de la même année, en grande partie à Berlare et notamment à la maison du passeur d'eau et au passage d'eau entre Appels et Berlare. Les rues villageoises sont celles de Nevele. L'hôtel est à Hingene, le café à Hansbeke et la maison de la mère de l'ingénieur à Bruxelles.
Les scènes du pont ont été enregistrées aux alentours du pont tournant sur la Durme à Hamme. Ce pont, connu depuis sous le nom de pont Mira, a été inauguré en 1900 et a entre-temps été dédoublé par un autre ouvrage d'art, plus adéquat au trafic moderne.

## Distribution

### Acteurs principaux
- Willeke van Ammelrooy : Mira

Pour la copie belge du film, Mia Van Roy, une actrice flamande, a doublé la voix de Willeke van Ammelrooy dont l'accent est typique des Pays-Bas
- Jan Decleir : Lander Broeke
- Carlos van Lanckere : Deken Broeke
- Luc Ponette : Maurice Rondeau, l'ingénieur
- Roger Bolders : Sieper
- Mart Gevers : Manse Broeke, la femme de Sieper
- Freek de Jonge : Treute
- Charles Janssens : Snoek
- Josephine van Gasteren : la maman de Maurice
- Fons Rademakers : Amédée Feys, le notaire du village
- Romain Deconinck : le géomètre-arpenteur
- Ann Petersen : la logeuse
- Ward de Ravet : un gendarme
- Bert André (comme Marc André)

### Acteurs de second plan
| - Jo Gevers - Bob Bernaerd - François Bernard - Marc Bober | - Willy de Bruyne - Roel D'Haese - Camille D'Havé (nl) - Frans Denturck - Lo van Hensbergen | - André van den Heuvel - Helen Pink - Willy de Swaef - Mark Willems (nl) : Treute |

### Les acteurs

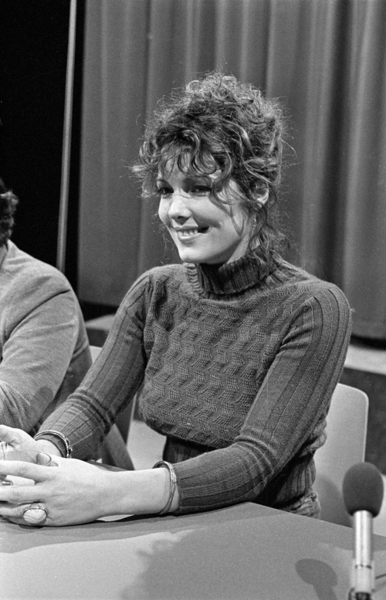
Willeke van Ammelrooy en 1973

La jeune comédienne néerlandaise Willeke van Ammelrooy, qui interprète le rôle-titre et dont Mira est son premier film de long-métrage, est devenue instantanément célèbre dès la sortie du film. Elle avait commencé sa carrière en 1966 dans un documentaire de Joris Ivens, Rotterdam Europort, puis avait joué dans trois téléfilms ainsi que dans trois courts métrages. L'actrice a touché un cachet de 7 500 florins (à peu près 3 700 euros) pour sept semaines de tournage.
À ses côtés, le jeune anversois Jan Decleir, pratiquement inconnu lui aussi, profita de l'aura de ce film pour entamer une carrière internationale.

### Caractère des protagonistes
- Mira, 19 ans
- Deken Broeke, 75 ans
- Lander, 28 ans
- Sieper, 40 ans
- Maurice, 30 ans

## Prix et nominations
Mira a été présenté au Festival de Cannes 1971 en sélection officielle en compétition.
En 1971, le film a obtenu un prix au festival du film de Cork (Irlande) et le Diplôme du mérite à celui d'Édimbourg.

## Différences notables entre les œuvres romanesque et cinématographique
Si le film suit relativement la trame du roman de Stijn Streuvels, quelques divergences peuvent être relevées :
- Le film ne traite aucunement de Gitta, la maman de Mira, ni de la prime jeunesse de celle dernière
- Mira est plus jeune — et également moins présente — dans le roman que dans le film
- Le pont n'est pas de même conception, pont Vierendeel dans le roman et pont tournant dans le film
- Hugo Claus ajoute des scènes dans le scénario, comme celle du retour de France des travailleurs saisonniers, — appelés « les flamins » dans ce pays — qui se plaignent sur leur sort ainsi que celle de la chauve-souris
- Le scénariste intervertit certaines scènes ; ainsi ce n'est qu'à la fin du roman que Mira et Maurice font connaissance et courtisent, alors que, dans le film, Mira hésite entre Lander — qui n'a pas encore commis son crime — et Maurice
- La séquence où Lander est poursuivi par les gendarmes — une scène d'anthologie — se déroule en partie dans les bois, alors que dans le roman, c'est dans un champ que Lander est traqué
- Dans le film, Deken Broeke essaie de détruire le pont déjà construit, alors que dans le roman il s'attaque aux fondations d'une des culées en construction
- Le notaire du village — interprété par le réalisateur lui-même — occupe une place plus importante dans le film et se déplace en voiture laquelle n'est jamais mentionnée dans le livre
- La mère de l'ingénieur Maurice, présente dans le roman uniquement de par leur correspondance, est un personnage dans le film
- Mira inaugure le pont en robe de mariée, alors que, dans le roman, sa séparation d'avec Maurice est déjà accomplie lors de cette cérémonie

## Le nu dans Mira
Mira a été produit après mai 68, les années hippies, le festival de Woodstock et la comédie musicale Hair, ce qui fait que, embrayant sur cette vague de liberté, Mira soit l'un des premiers films belges ou hollandais où il y eut tant de scènes de nu.
Willeke van Ammelrooy avait cependant exigé que le moins de monde soit présent sur le plateau lors de l'enregistrement de telles scènes et, en outre, que ses poils pubiens ne soient pas visibles à l'écran. Ce n'est que lors de l'avant-première que l'actrice s'est rendu compte que le réalisateur n'avait pas respecté ce dernier souhait. Selon Rademakers, ces scènes ont contribué à la publicité et au succès du film.
La production cinématographique néerlandaise fut ensuite essentiellement composée de films érotiques ce qui caractérise le cinéma néerlandais des années 1970.

## Réception critique et audience
Aux Pays-Bas, le film a été vu par 430 265 spectateurs et est le quatrième film le plus regardé en 1971. En Belgique, le film a comptabilisé quelque 642 000 entrées et a longtemps été le film belge ayant eu le plus d'audience. Ce n'est qu'en 1987 que le film Hector de Stijn Coninx l'a dépassé.

## Postérité
Le film eut un tel retentissement que, outre le pont sur la Durme rebaptisé pont Mira, le hameau de la commune de Berlare où ont été tournées la plupart des scènes du film a été renommé Waterhoek, ainsi que la rue qui y passe. De même, la zone de police Avelgem-Anzegem-Waregem où se sont réellement passés les faits décrits dans le film a été appelée « politiezone Mira ».
Une sculpture en bronze réalisée en 1975 par Marnix Verstraeten, Mira van de Waterhoek a été installée et inaugurée en 1997 à Avelgem. Elle est dressée dans le quartier de Rugge, Doorniksesteenweg.
Plusieurs promenades et routes pour cyclistes, tant à Hamme qu'à Avelgem, portent le nom du personnage central du film ou de Waterhoek.